# Manuel Mendes
Manuel Mendes (Evora, Portugal, 1547 – 24 de setembre de 1605) fou un músic portuguès.
Fou mestre de capella a Portalegre i a Evora; Joao Baptista de Castro l'anomenà en el seu Mappa de Portugal, príncep de la música. Entre els seus alumnes tingué entre d'altres en Felipe de Magalhaens. Deixà un tractat, Arte de canto Châo, Misses a cinc veus, Magnificat a quatre i cinc veus, i gran nombre de motets.